# Fehérhasú bóbitásantilop
A fehérhasú bóbitásantilop (Cephalophus leucogaster) az emlősök (Mammalia) osztályának párosujjú patások (Artiodactyla) rendjébe, ezen belül a tülkösszarvúak (Bovidae) családjába és a bóbitásantilop-formák (Cephalophinae) alcsaládjába tartozó faj.

## Előfordulása, élőhelye
A faj Közép-Afrikában honos antilopfaj. Kedvelt élőhelyeire vonatkozó jelentések ellentmondóak, egyes megfigyelők szerint a primér erdőket mások szerint a másodlagos erdőket kedveli. Élőhelyeként megemlítik még a galériaerdőket is.
A faj megtalálható Kamerunban, a Közép-afrikai Köztársaságban, a Kongói Köztársaságban, a Kongói Demokratikus Köztársaságban, Egyenlítői-Guineában, Gabonban. Jelenléte Angolában bizonytalan. Ugandában valószínűleg kihalt.
Elterjedési területét először Haltenorth és Diller határozta meg (1980); a terület déli határát a Kongó folyóban állapították meg, a kameruni, kongói és a korábbi zaire-i  határokat később finomították.

## Életmódja
A faj életmódjáról táplálkozási szokásairól és szaporodásáról kevés ismeret áll rendelkezésre.

## Természetvédelmi helyzete
A faj szempontjából legfontosabb védett területek a gaboni Lopé rezervátum, az egyenlítői guineai Monte Alen Nemzeti Park, a kemeruni Dzangha-Ndoki Nemzeti Park, a kongói Odzala Nemzeti Park, valamint a Kongói Demokratikus Köztársaságban a Kahuzi-Biéga Nemzeti Park, a Maiko Nemzeti Park és az Okapi Vadrezervátum. Ugyanakkor, miközben egyes területek hatékony védelmet nyújtanak a faj számára, más területek alig nyújtanak védelmet a fakitermelés, az emberi települések terjeszkedése és az élelmezési célú vadászat miatti élőhely-csökkenés ellen.
Populációjának számát 287 000 egyedre teszik.